# Siphonochilus parvus
Siphonochilus parvus är en enhjärtbladig växtart som beskrevs av John Michael Lock. Siphonochilus parvus ingår i släktet Siphonochilus och familjen Zingiberaceae. Inga underarter finns listade i Catalogue of Life.